# Neologisme
En neologisme (eller Sproglig nydannelse) er et nyt ord, som er skabt ud fra ord eller orddele, der ikke tidligere har været brugt sammen og som ikke er blevet bredt accepteret i sproget. Ordet "neologisme" er i øvrigt selv et eksempel på dette. Det er dannet ud fra græsk neo = "nyt" + logos = "ord" + den latinske endelse -isme, der substantiverer adjektiver (af "social" dannes f.eks. "socialisme" og af "intellektuel" dannes "intellektualisme").

## Eksempler på nydannelser
- Bibliotek 2.0
- Biodiversitet
- Brunch
- Ergonomi
- Esperanto
- FAQ
- Fortran
- Geocaching
- Humørikon
- Hydrofyt
- IDevice
- Internet-jargon
- IRL
- Islamofobi
- Leetspeak
- Lolcat
- Mokost
- Movember
- Neologisme
- Noob
- Nysprog
- Online
- Ornitopter
- Portmanteau
- Selvevaluering
- Smog
- Troll
- Viral marketing
- Warez
- Web 2.0
- Wikipedia